# Борковский, Франц Казимирович
Франц Казимирович Борковский (Барковский) (1803—1871) — член польских декабристских обществ, участник Кавказских походов и Крымской войны, полковник.

## Биография
Родился 27 ноября (9 декабря) 1803 года в Белостоке.
Учился в Белостокской гимназии. Был членом тайного общества «Согласные братья» (преобразованного в 1823 году в «Общество зорян»), а с ноября 1825 года — членом «Общества военных друзей». В июле 1826 года был арестован и содержался в Белостоке, а затем в Вильне по делу о тайных обществах среди учащихся средних учебных заведений Виленского учебного округа. Следственной комиссией был признан виновным и отнесён к первому разряду, по Высочайше утверждённой 9 октября 1827 года конфирмации великого князя Константина Павловича посажен в крепость на 4 месяца, а затем, 16 марта 1828 года, отдан в солдаты на Кавказ в Нижегородский драгунский полк с учреждением строгого надзора за поведением и производством в унтер-офицеры не ранее чем через два года. В рядах полка принимал участие в русско-турецкой войне 1828—1829 гг., по окончании которой служил на Кавказе и неоднократно принимал участие в походах против горцев. В 1834 году был произведён за отличие в унтер-офицеры. По ходатайству командира полка князя И. М. Андроникова Борковского было разрешено произвести в первый офицерский чин прапорщика (производство состоялось 3 мая 1836 года).
Произведённый в подполковники (17 февраля 1853 года), Борковский во время Крымской войны командовал 1-м дивизионом Нижегородского полка и отличился в сражении с турками на Башкадыкларских высотах, за что был награждён 6 февраля 1854 года орденом св. Георгия 4-й степени за № 9287
В воздаяние отличного мужества и храбрости, оказанных в сражении с Турками, 19-го Ноября 1853 года, на Кадыклярских высотах.
4 июня 1857 года произведён в полковники. Командир Тверского драгунского Его Императорского Высочества Великого князя Николая Николаевича Старшего полка (по 1863 год).
Умер 24 марта (5 апреля) 1871 года и похоронен в Гродно, где имел собственный дом.

## Награды

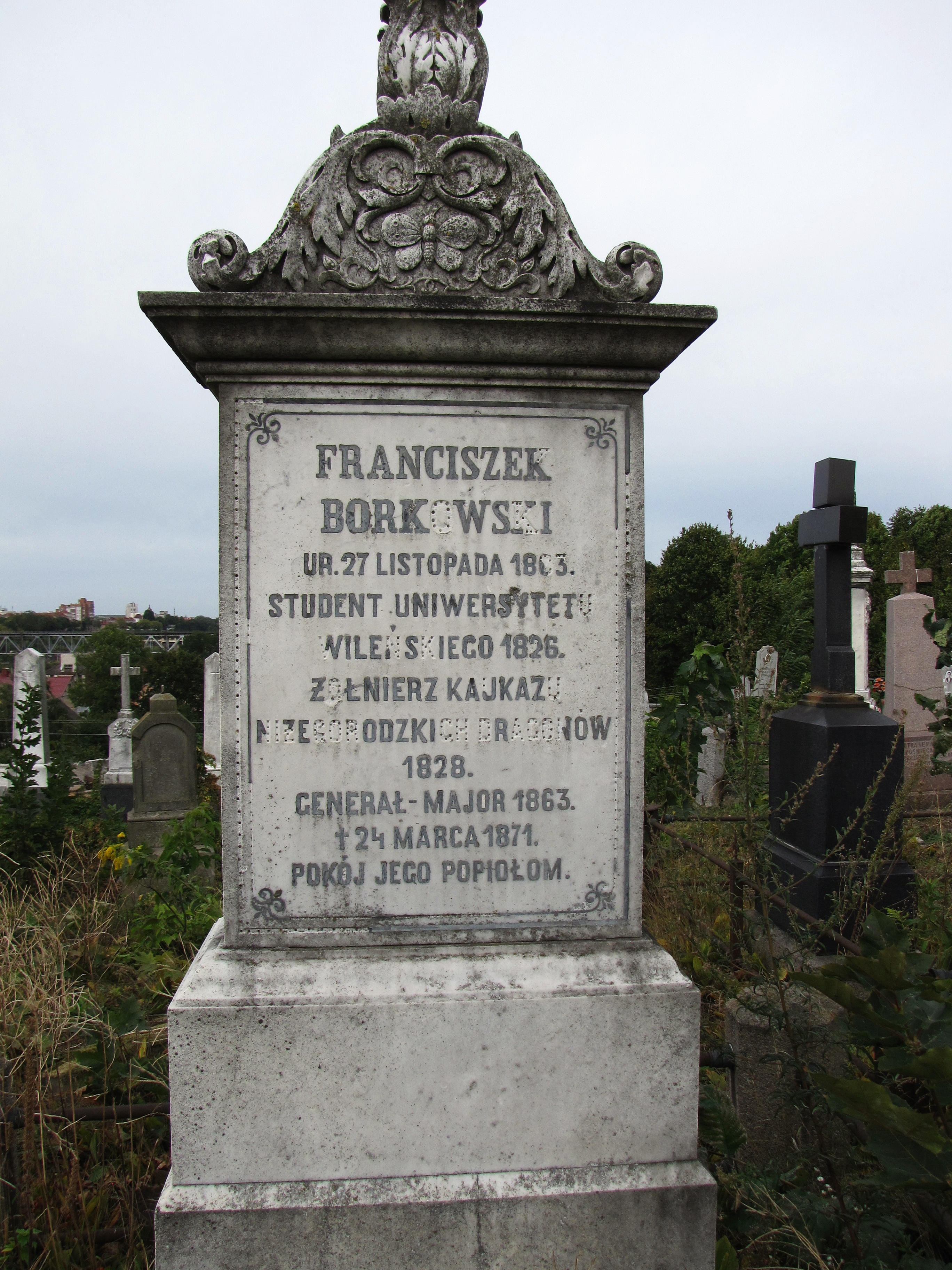
Могила генерала.

- Орден Святой Анны 4-й степени с надписью «За храбрость» (1839)
- Орден Святой Анны 3-й степени с бантом (1844)
- Орден Святого Владимира 4-й степени с бантом (1845)
- Золотая сабля с надписью «За храбрость» (1846)
- Орден Святой Анны 2-й степени (1852 год; императорская корона к этому ордену пожалована в 1859)
- Орден Святого Георгия 4-й степени (06.02.1854)
- Орден Святого Станислава 2-й степени с императорской короной и мечами (1860)
- Орден Святого Владимира 3-й степени с мечами над орденом (1862)